# Governor Phillip Tower
Governor Phillip Tower é um arranha-céu, actualmente é o 164º arranha-céu mais alto do mundo, com 227 metros (745 ft). Edificado na cidade de Sydney, Austrália, foi concluído em 1993 com 54 andares.